# Преторијанска гарда
Преторијанска гарда или преторијанци (лат. praetoriani) су представљали одред телесне гарде царева Римског царства. Преторијанци су били наследници гардиста који су у ратно време штитили римске војсковође у време Римске републике почев од чланова породице Сципиона од око 275. п. н. е. Преторијанску гарду је основао први римски цар Август 27. п. н. е., а распустио ју је Константин Велики 312. године.

## Историја
Назив преторијанци потиче од латинске речи praetorium којом је означаван шатор римских војсковођа, нарочито претора који су магистрати са империјумом били овлашћени да командују војском. Од 3. века п. н. е. римске војсковође су имали право да у ратно време међу војницима изаберу себи гардисте који би потом чували њихов шатор и личност. Овакав одред се називао преторијанска кохорта (cohors praetoria) и састојао се и од пешака и од коњице. Кохорта је пратила истакнуте римске државнике и војсковође попут Цезара, Марка Антонија и Октавијана (будућег цара Августа). Већ је Цезар 61. п. н. е. основао елитну Легију X Коњаничку (Legio X Equestris) коју је успешно користио током ратова са Галима и у току грађанског рата против Помпеја. Након победе над Антонијем, Октавијан је увидео да се стајаћи елитни одред може употребити не само у ратно, већ и у мирнодопско време у политичке сврхе.

### Почеци
Август је 27. п. н. е. формирао Преторијанску гарду од пробраних војника изабраних из пограничних легија. Први римски цар је легије разместио на границе царства и задржао је контролу над царским провинцијама тј. провинцијама у којима је била размештена војска. На тај начин централне области царства су добрим делом демилитаризоване, а у Италији јужно од речице Рубикон, древном средишту царства, преторијанци су представљали једину оружану формацију. Август је желео да задржи привид старог републиканског уређења тако да је регрутовао свега девет кохорти које су се састојале од по 500 људи. Од девет кохорти, у самом Риму су истовремено на дужности боравиле свега три. Сем кохорти, устројено је и неколико коњаничких јединица турми (turma) које су бројале по 30 војника. Три преторијанске кохорте су у Августово време чувале царску палату и патролирале у близини важних јавних здања. Остале јединице су биле послате у околне италске градове и самим тим одвојене кохорте нису представљале опасност по безбедност владара. Организација и команда су затим унапређене 2. п. н. е. именовањем двојице заповедника гарде који су носили титулу преторијанског префекта. У Августовом систему, цар тј монарх је формално био принцепс, први међу једнакима и због тога су неке од кључних позиција у новом поретку поверене не сенаторима, који су по пореклу, утицају и богатству могли претендовати на царски положај, већ особама из коњаничког сталежа. Такав је био случај и са преторијанским префектима.
Августова смрт 19. августа 14. године је представљала прву и једину прилику у којој је гарда остала по страни од смене на престолу. Од тада па надаље, гарда је неретко деловала у складу са сопственим интересима. Августов посинак Тиберије је 15. године поставио за јединог префекта преторијанаца амбициозног Луција Елија Сејана. Тиберије је имао бројне сукобе са јогунастим сенатом и осудио је неколико сенатора за увреду царског величанства. Самим тим, било му је потребно ослањање на голу силу тако да је 17. или 18. године повећао број преторијанаца са 500 на 1000 по кохорти. Гарда, која је сада бројала 9000 људи, је доведена 23. године у Рим и смештена у нарочито изграђен Преторијански логор (Castra Praetoria). Тиберије се најпосле повукао на острво Капри одакле је управљао Царством преко Сејана. По историчару Тациту Сејан је убрзо постао прави владар царства и спровео је праву страховладу. Најзад, Тиберије је 31. године уклонио Сејана уз помоћ Макрона, префекта вигила, одреда градске милиције и ватрогасаца. Гарда је прихватила да жртвује свог заповедника зарад царевог дара у новцу (donativum), а Макрон је затим наследио Сејана на положају преторијанског префекта. По гласинама сачуваним код римског биографа Светонија, Макрон је 37. удавио јастуком старог Тиберија како би омогућио долазак на престо свом штићенику Калигули.

### Улога у политичким превратима
Трајно премештање гарде у Рим имало је за последицу да су сада преторијанци постали важан фактор у смењивању и постављању царева. Већ 41. године, један од официра гарде Касије Хереја је имао водећу улогу у атентату на цара Калигулу. Завера која је исплетена том приликом укључивала је и један број сенатора, али су гардисти били ти који су извели уклањање цара, његове супруге и ћерке. По сачуваној традицији, преторијанци су тада извикали за цара Калигулиног стрица Клаудија који се, преплашен догађајима, крио иза завеса у царској палати. Показало се да је утицај гарде био толико снажан да је сенат спремно прихватио Клаудија као новог цара.
Следећи период у току кога је гарда играла важну улогу био је Неронов пад 68. године и догађаји током тзв. Године четири цара. Када је сенат 68. године прогласио Нерона за јавног непријатеља преторијанци су потплаћени захваљујући посредовању једног од њихових префеката Нимфидија Сабина. Нерон је напуштен од преторијанаца који су сада прихватили Галбу за цара надајући се новим даровима. Међутим, убрзо се показало да Галба нема намере да исплати новац који су унапред обећале његове присталице. Подршку преторијанаца је задобио дарежљивији кандидат, Отон, кога су преторијанци прогласили за новог цара док је стари и шкрти Галба брутално искасапљен са својим најближим следбеницима. У својим Историјама историчар Тацит је записао како је сада постало јасно да војска има главну улогу у постављању царева тако да су уместо престоничких преторијанаца сада пограничне легије почеле да диктирају Риму свој избор кандидата. Кандидат рајнских легија Вителије је најпосле поразио Отона недалеко од Кремоне у пролеће 69. године. Преторијанци су се храбро борили на Отоновој страни али када је постало јасно да је битка изгубљена Отон је извршио самоубиство. Вителије је распустио дотадашњу гарду, а затим је проширио на укупно 16 кохорти и попунио их војницима из њему лојалних јединица. Најзад, политичка криза је окончана 21. децембра 69. када је фаворит источних и балканских легија Веспазијан прихваћен за цара након што су његови војници потукли и убили Вителија.
Веспазијан је поново свео бројност гарде на 9 кохорти, а поверљиви положај преторијанског префекта је 72. године поверио рођеном сину Титу. Титов брат Домицијан заокружио је касније преторијанску гарду на укупно десет кохорти. Ипак, мада је гарда била лојална неомиљеном цару током његове владе, Домицијан је септембра 96. страдао у завери у којој су се удружили и сенатори и војници гарде. Главнина гарде као и високи војни кругови су и даље остали верни успомени на Домицијана. Његов наследник, стари и бездетни сенатор Нерва није имао довољно ауторитета да обузда солдатеску. Преторијански префект Касперије Елијан је са својим људима октобра 97. опсео царску палату на римском брегу Палатину и узео цара за таоца. Нерва је морао да одобри кажњавање Домицијанових убица и чак да се јавним говором захвали преторијанцима на њиховој побуни која је помогла извршење правде. Читав инцидент је утицао на Нерву да ојача свој положај адопцијом искусног и омиљеног војсковође Трајана који га је без потреса наследио 98. године. Након тога, Трајан је погубио Касперија Елијана и отпочео са новом традицијом: повео је преторијанце са собом у Дачке ратове. Током 2. века преторијанци су често пратили цареве током њихових војних похода. Гарда је тиме узела учешћа у правим ратним задацима током Трајанових ратова против Дачана и Парћана, као и током Маркоманских ратова које је Марко Аурелије водио на горњем Дунаву. Ратови против Маркомана су по много чему представљали новину у погледу ратова које је царство дотада водило, између осталог и по томе што су двојица преторијанских префеката изгубили живот у директној борби са Вандалима.
Са убиством Комода, последњег у низу царева из династије Антонина, 193. године почиње дуги период политичке нестабилности. Цар је убијен у дворској завери, али су преторијанци били ти који су покушали да извуку корист и наметну се за одлучујући фактор у постављању царева. Комодов наследник Пертинакс морао је да стави на аукцију личну имовину свог претходника како би исплатио гардистима дар у новцу (donativum) који су изнудили. Најзад, пошто цар није успео да исплати другу половину обећане суме, 28. марта 193. године око 300 преторијанаца је провалило у палату. Присутни гардисти и дворани им нису пружили отпор и Пертинакс је убијен у току говора којим је покушао да их придобије. Након овог атентата, у преторијански логор су похрлила двојица нових претендената на престо градски префект Тит Флавије Сулпицијан и пребогати сенатор Дидије Јулијан. Преторијанци су буквално организовали аукцију и најпосле су престо продали Дидију Јулијану који им је заузврат обећао 25 000 сестерција (сребрњака) по човеку. Слично догађајима из 69. године и овога пута се показало да у постављању и свргавању царева пограничне легије имају задњу реч. Кандидат панонских легија Септимије Север је убрзо умарширао у Италију и 1. јуна 193., после владе од свега 66 дана, погубио Дидија Јулијана. Север је такође наредио преторијанцима да га у комплетном саставу и под оружјем сачекају на улазу у Рим, а затим их је опколио, разоружао и распустио. Након тога цар који је одлично познавао моћ војске је уврстио у преторијанску гарду себи лојалне војнике из балканских легија.
Доба династије Севера (193—235) представљало је по мишљењу модерних историчара период очигледне милитаризације царства. Север је умножио број легија, подигао висину војничких плата и дуплирао број преторијанаца. Поред тога, од његове владавине преторијански префект постаје све више и цивилни администратор. Из тог разлога овај престижни положај и бројна овлашћења Север је поверио свом рођаку Гају Фулвију Плаутијану. Плаутијан је као преторијански префект постао члан сената и конзул (за 203.), као и таст Северовог сина Каракале. Каракала је уз помоћ мајке Јулије Домне успео да убеди оца да Плаутијан кује заверу са циљем да збаци царску породицу тако да је преторијански префект позван у палату 22. јануара 205. и осуђен на смрт. Север је након тога команду над гардом поново поделио на два равноправна преторијанска префекта, али је једно од два места поверено чувеном правнику Папијану. Каракала је, по очевом савету, у време своје владе покушавао да одржи популарност у војсци, али је исто тако био и параноичан па је неретко вршио чистке и у сенату и међу официрима. Убио га је један преторијанац 8. априла 217, чијег је брата наводно погубио без доказа. Каракалу је наследио Макрин, један од преторијанских префеката, који је вероватно био упознат са плановима атентатора. Макрин је уједно био и први представник коњаничког сталежа који се попео на царски престо. Његов успон је показао да стари социјални поредак више није непремостив и да служба у војсци отвара врата и до највиших позиција у друштву. Међутим, династичко осећање је још увек било јако код источних легија које су напустиле Макрина и подржале проглашење рођака Севера, Елагабала за цара. У самом Риму Елагабал је брзо изгубио подршку и његова бака Јулија Меза је поткупила преторијанце да подрже њеног другог унука Александра Севера као новог цара. Преторијанци су 22. марта 222. године одвукли Елагабала у свој логор и тамо га убили а његово тело су затим бацили у реку Тибар. Александар Север је у тренутку доласка на престо још увек био малолетан и власт су преузеле две жене, Јулија Меза и царева мајка Јулија Мамеја. На место преторијанског префекта постављен је искусни правник Улпијан који је савесно водио државне послове. Међутим, Улпијанов покушај да одузме неке од привилегија преторијанцима претворио се у њихову побуну. На крају млади цар је дозволио гардистима да убију свог префекта и Улпијан је пострадао 228. године. Војници су покушали да се докопају и бившег конзула (и доцнијег историчара) Диона Касија али се овај повукао у приватни живот и тако спасао себи живот. Слабост Александра Севера пред војском показала се и касније када је последњи Север 235. године збачен и када су га убили легионари.

### Сумрак гарде
Александра Севера је 235. наследио Максимин Трачанин који је почео каријеру као обичан војник варварског порекла. Његов успон отворио је полувековну кризу Римског царства у 3. веку. Укратко, традиционална римска друштвена хијерархија није више поштована, легије готово искључиво одлучују о избору цара, а политичко тежиште царства постају погранични крајеви у којима по дужности бораве цареви и њихов двор. Рим, иако и даље формална престоница, није више политичко жариште и самим тим и сенат и преторијанска гарда постепено губе на политичкој тежини.
Ипак, и сенат и преторијанци су повремено покушали да утичу на високу политику. Као противтежу Максимину римски сенат је 238. прво прогласио двојицу афричких узурпатора за легитимне цареве (види Гордијан I и Гордијан II), a после њиховог пораза двојицу својих представника Пупијена и Балбина који је требало да владају уз младог унука Гордијана I, Гордијана III. Пупијен и Балбин су успели да савладају Максимина, али не и да обезбеде сталну подршку војске. Поред тога међу њима је владала стална неслога коју су прекинули преторијанци у лето 238. године. Пупијен и Балбин су потом јавно понижавани и мучени на римским улицама и затим убијени. Гордијан III је остао једини владар и његов режим је учвршћен 241. године са доласком способног Тиместеја на место преторијанског префекта. Он је утврдио свој положај тако што је постао царев таст и као de facto владар царства је обезбедио неколико успешних година. У време похода против Персије 243. Тиместеј је умро, а његов наследник Филип Арапин је убрзо уклонио младог цара и сам заузео престо.
Након успона Филипа Арапина, преторијански префекти и преторијанци више нису играли важну улогу у даљем току догађаја. Преторијанци су изгледа остали везани за Рим а одсуство двора из Вечног града их је лишило могућности да утичу на високу политику. Са друге стране, и Италије се милитаризује како би одолела варварима па тиме и преторијанци губе свој престижни положај једине респектабилне војне јединице јужно од Рубикона. Њихов дотадашњи елитни положај је био и дефинитивно уништен пошто су цареви трећег века почели да стварају нове гардијске јединице подесније да учествују у ратовима и прате двор по бројним ратиштима (нпр. Заштитнике царског домаћинства (protectores domestici) основао је Галијен). Укратко, преторијанци су изгубили претходну моћ и значај, али су центри моћи сада постали новокреирани гардијски одреди, односно доминација војног фактора је потврђена. И поред бројних измена у погледу утврђивања царског достојанства војне завере су и даље представљале највећу опасност по царев живот чак и када се радило о прослављеним и омиљеним војсковођама. Аурелијан, познат као строги старешина, је тако 275. убијен у завери преторијанских официра. Царев секретар, осумњичен за корупцију, послао је официрима лажни списак оних које је цар одредио за ликвидацију. Официри су заузврат убили цара у чину који су видели као самоодбрану. Сличан „успех“ преторијанских официра забележен је када се 282. преторијански префект Кар побунио против цара Проба. Проб је убијен у околини родног Сирмија (данашње Сремске Митровице) у лето 282. године. Међутим, ни Кар ни његови синови нису успели да се одрже и 284. престо је преузео заповедник протектора Диокле, познатији под владарским именом Диоклецијан.
Диоклецијановој дугој владавини приписују се бројне реформе које су ојачале посрнуло Римско царство. Између осталог, некада славна гарда је остала једва нешто више од гарнизона града Рима који је Диоклецијан обишао само једном. Положај преторијанског префекта сада је углавном носио висока овлашћења и у погледу цивилних и у погледу војних овлашћења. И Диоклецијан и Максимијан су положај својих преторијанских префеката поверили двојици способних и лојалних људи које ће касније поставити за своје цезаре-савладаре: Галерију и Констанцију Хлору. Након Диоклецијанове абдикације 305. преторијанцима је изгледа претило распуштање и слање у пограничне јединице. Галерије је у јесен 306. одстранио већину гардиста из Рима, али је и остатак био довољан да 28. октобра 306. уз помоћ сената и градске светине прогласи за цара Максенција, Максимијановог сина. Максенције је успео да се одржи као владар Италије и Африке све док на седмогодишњицу проглашења за цара, 28. октобра 312. није поражен код Милвијског моста. Поразио га је Константин Велики, владар Галије, Хиспаније и Британије. После свечаног уласка у Рим Константин је наредио брисање сваке успомене на „тиранина“ Максенција, али и његове најоданије следбенике. Преторијанска гарда је једном за свагда распуштена, а здања и земљиште које је припадало јединици је препуштено царском фиску. Константин је порушио преторијанске касарне и на њиховом месту, делимично се служећи и доступним грађевинским материјалом, је почео да подиже зграде посвећене богу за кога је сматрао да му је донео победу код Милвијског моста-прве хришћанске цркве у дотада паганском Риму.

## Наслеђе Преторијанске гарде
Иако је њихово име постало синоним за интриге, завере, нелојалност и атентате, ипак се може сматрати да је током прва два века царства преторијанска гарда играла позитивну улогу. Током овог периода гарда је уклонила (или дозволила уклањање) сурових, слабих и непопуларних владара и подржавала праведније, популарније и јаче цареве. Штитећи животе царева, обуздавајући побуне римске светине и завере сенатора, гарда је помогла успостављању прижељкиване стабилности која је довела до периода познатог као Римски мир (Pax Romana).
Тек након смрти Марка Аурелија 180. године, када се период просперитета лагано завршио, гарда је почела да се претвара у немилосрдну, плаћеничку и свеприсутну јединицу од тада познату по злогласности. Међутим, не треба заборавити да је током владавине Севера и током кризе 3. века и већина римских институција попут сената, легија, па и самог царског положаја, срозана.

## Односи између царева и Гарде
| Цар               | Године               | Однос са гардом |
| ----------------- | -------------------- | --- |
| Август            | 27 п.н.е. − 14       | Створио Преторијанску гарду и у командовао јој уз потпуну лојалност јединице |
| Тиберије          | 14 − 37              | Дозволио је да Сејан стекне огромну моћ као једини префект гарде коју је притом довео у сам Рим. Када је постало јасно да Сејан тежи још вишој моћи погубио га је уз помоћ Макрона. |
| Калигула          | 37 − 41              | Долазак на престо олакшан захваљујући везама са Макроном, преторијанским префектом кога је касније ликвидирао. Доцније убијен у завери којом су руководили преторијанци. |
| Клаудије          | 41 − 54              | Гарда га је прогласила за цара. Ослањао се на њу у разним тешким тренуцима нпр. када су његова жена Месалина и њен љубавник Гај Силије покушали преврат. Отпочео је праксу давања издашних дарова у новцу гарди по ступању на престо. На новцу ковао натпис „imper.recep“ тј. „положај цара примљен од“ уз представу преторијанског логора. |
| Нерон             | 54 − 68              | Извршио самоубиство пошто га је напустила гарда |
| Галба             | 68 − 69              | Убила га је гарда пошто је одбио да јој подели дарове у новцу које су у његово име обећали Отон и преторијански префект Тигелин. |
| Отон              | 69                   | Гарда га је прогласила за цара. Преторијанци су се жестоко борили на његовој страни код Кремоне против његовог ривала Вителија. После изгубљене битке извршио самоубиство. |
| Вителије          | 69                   | Свргла га је гарда, а потом је погубљен. |
| Веспазијан        | 69 − 79              | После доласка на престо, 69. године, смањио бројност гарде. |
| Тит               | 79 − 81              | Пре него што је ступио на престо вршио је службу преторијанског префекта. |
| Домицијан         | 81 − 96              | Долазак на престо су подржали преторијанци и остали су му одани, нарочито зато што је повећао војничке плате. Убијен у завери дворских ослобођеника. |
| Нерва             | 96 − 98              | Гардисти су га понизили и натерали (?) да усвоји искусног војсковођу Марка Улпија Трајана и именује га савладаром и наследником. |
| Трајан            | 98 − 117             | Погубио гардијске официре који су се побунили против Нерве. |
| Хадријан          | 117 − 138            | Основао фрументарије, тајну службу. |
| Антонин Пије      | 138 − 161            | |
| Марко Аурелије    | 161 − 180            | Користио гарду током својих ратова против Германа |
| Луције Вер        | 161 − 169            | |
| Комод             | 180 − 192            | Поткупио гарду како би обезбедио њену лојалност. |
| Пертинакс         | 193                  | Убили су га гардисти због претеране штедљивости. |
| Дидије Јулијан    | 193                  | Буквално је купио царски положај на аукцији коју су преторијанци организовали. |
| Септимије Север   | 193 − 211            | Распустио дотадашњу гарду и саставио нову од њему оданих војника из подунавских легија. |
| Каракала          | 211 − 217            | Убијен у завери коју је предводио преторијански префект Макрин. |
| Макрин            | 217 − 218            | Прва особа из коњаничког а не сенаторског сталежа која се попела на царски престо. |
| Елагабал          | 218 − 222            | Убила га је гарда у преторијанском логору. |
| Александар Север  | 222 − 235            | Гарда га је прогласила за цара. |
| Максимин Трачанин | 235 − 238            | |
| Гордијан I        | 238                  | |
| Гордијан II       | 238                  | |
| Балбин            | 238                  | Убила га је гарда. |
| Пупијен           | 238                  | Убила га је гарда. |
| Гордијан III      | 238 − 244            | Гарда га је прогласила за цара, али га је касније убио његов преторијански префект Филип Арабљанин. |
| Филип Арабљанин   | 244 − 249            | |
| Деције Трајан     | 249 − 251            | |
| Хереније Етруск   | 251                  | |
| Хостилијан        | 251                  | |
| Требонијан Гал    | 251 − 253            | |
| Емилијан          | 253                  | |
| Валеријан         | 253 − 260            | |
| Галијен           | 260 − 268            | |
| Клаудије II       | 268 − 270            | |
| Квинтил           | 270                  | |
| Аурелијан         | 270 − 275            | Гарда га је прогласила за цара. |
| Тацит             | 275 − 276            | |
| Флоријан          | 276                  | |
| Проб              | 276 − 282            | Убила га је гарда након побуне војника. |
| Кар               | 282 − 283            | |
| Карин             | 283 − 285            | |
| Нумеријан         | 283 − 284            | |
| Диоклецијан       | 284 − 305            | Свео гарду на нешто више од гарнизона града Рима и тиме практично уништио њену политичку моћ. |
| Максимијан        | 286 − 305, 307 − 308 | |
| Галерије          | 305 − 311            | |
| Констанције Хлор  | 305 − 306            | |
| Север II          | 306 − 307            | |
| Максенције        | 306 − 312            | Последњи цар који је изабран уз помоћ гарде. Преторијанци су се скоро до последњег човека борили на његовој страни против Константина у битки код Милвијског моста 312. године. |
| Константин I      | 306 − 337            | Распустио гарду 312. године и порушио њене логоре, гробља и остале зграде по Риму. |

## Организација и услови службе
Преторијанска гарда је имала сличности са легијама Римског царства, али и доста разлика. Девет преторијанских кохорти се састојало од више војника који су били боље опремљени, плаћени и поузданији од регуларних легионара. Поред тога, преторијанци су могли примати и ванредни дар у новцу од цара (donativium). По Августовој замисли, преторијанска гарда је бројала 9 000 гардиста који су регрутовани из легија или међу најдаровитијим младићима из централне Италије (Етрурија, Умбрија и Лацијо). Током времена, регрутно подручје за преторијанце проширено је и на провинције Македонију, Илирик и Хиспанију. Вителије је пак у гарду уврстио војнике из германских, а Септимије Север из панонских легија. Север је касније регрутовао гардисте широм Царства.
У Августово време, око 5. године наше ере, преторијанска кохорта је бројала 1 000 војника, а касније чак 1 500 људи. Као и у уобичајеној легији, реалан број људи био је нешто нижи. По историчару Тациту, 47. године број кохорти је повећан са девет на дванаест. За краткотрајне Вителијеве владе број кохорти повећан је на шеснаест, али је Веспазијан 69. поново успоставио гарду од девет кохорти. Најзад, Трајан је 101. повећао број преторијанских кохорти на десет чиме је број елитних преторијанаца достигао 5000 људи.
Захваљујући количини слободног времена, наравно у време када нису пратили цара на далеким путовањима, преторијанци су подвргавани интензивнијој обуци од легионара. Опрема и оружје су такође били исти, уз једну значајну разлику - посебно декорисане оклопе, одличне за параде и друге државне функције. Инсигније "Месеца и сунца" и "Шкорпиона" биле су нарочита ознака преторијанаца. Сваки војник је стога поседовао по два оклопа, један парадни за дужности у Риму и други подобнији за борбене дужности.
Преторијанци су примали далеко вишу плату од осталих легионара захваљујући систему који се звао sesquiplex (тј. једна и по плата). Уколико је легионар примао 225 денара годишње, преторијанац је исплаћиван са 375 денара. Септимије Север је повећао плату преторијанаца на 1 500 денара која је исплаћивана у три годишња одсека у јануару, мају и септембру.
По одласку у пензију, преторијанац је добијао 20.000 сестерција (5000 денара), комад земље и војничку диплому са натписом "ратнику који је храбро и верно завршио своју службу". Многи су међутим бирали да остану у војној служби уласком у почасну јединицу евоката или наставком службе у преторијанској гарди где су се надали новом унапређењу.

## Коњаничка гарда
Од самог почетка гарда је садржала и малобројну коњаничку испоставу познату под називом equites singulares augusti. Коњаници су пратили цара приликом путовања или приликом ратног похода. Углавном се састојала од пробраних и најповерљивијих провинцијалаца који су носили своју специфичну одору и наоружање. Трајан је службу у коњаничкој гарди отворио за носиоце римског грађанског права и уједно је коњанике учинио сталним одељењем унутар преторијанске гарде. Еквити сингулари су бројали 512 коњаника подељених на 16 турми. Командант коњаника је носио титулу трибуна, а коњица је у пракси представљала десету преторијанску кохорту. Септимије Север је касније подигао број коњаника на исти ниво бројности као и остале кохорте.

## Чинови
| Чинови у преторијанској гарди | Чинови у преторијанској гарди |
| ----------------------------- | --- |
| Milites (Милити)              | Обични војници |
| Immunes (Имуни)               | Након пет година службе овим војницима је било дозвољено да се придруже коњаничком делу гарде Еквити Сингулари (Equites singulares) или специјалним агентима Спектакуларима (Speculatores)    |
| Principales (Принципали)      | Административци у оквиру јединице |
| Evocati (Евокати)             | Након шеснаест година службе војницима је понуђена пензија али је већина бирала да остане у овој почасној јединици.                                                                           |
| Centuriones (Центуриони)      | Војници који су регрутовани у гарду из легија, градских кохорти или вигила |
| Tribuni (Трибуни)             | Официри који су обично довођени из легија како би командовали преторијанским кохортама. Најчешће су били из коњаничког сталежа. Ретко се дешавало и да центуриони буду промовисани у трибуне. |
| Procuratores (Прокуратори)    | Достојанство доступно римским коњаницима (витезовима) |
| Praefectus (Префект)          | Највиши чин у преторијанској гарди који је означавао њиховог заповедника. |

## Модерне аналогије у употреби термина Преторијанци
- У колоквијалном говору израз „преторијанска гарда“ означава ексклузивну и бескомпромисно одану групу лично везану за моћнике, попут Наполеонове Царске гарде, Хитлерових СС одреда или Чаушескуове тајне полиције Секуритатее.
- Са друге стране, термин се може користити у медијима и за најближе сараднике или следбенике неког политичара или менаџера. У том контексту термин „преторијанска гарда“ може се користити у пежоративном значењу како би се истакло да су следбеници екстремни или фанатични а њихов вођа параноичан или ауторитаран.
- Преторијанизам се обично користи како би се описало заступање или пракса војне диктатуре.
- Џон Стоквел (John Stockwell), бивши члан америчке Централне Обавештајне Агенције (CIA), искористио је наслов Преторијанска гарда (The Praetorian Guard) за своју књигу о негативним аспектима спољне политике САД.
- У филмском серијалу Звездани ратови (Star Wars) гарда сенатора Палпатина, доцније позната као Империјална гарда, може се сматрати алузијом на преторијанце.
- У америчком филму Мрежа (The Net, 1995) Преторијанци су група хакера која инсталира тројанске коње у владин софтвер.